# La Neuveville-devant-Lépanges
Pour les articles homonymes, voir Laneuveville.
La Neuveville-devant-Lépanges est une commune française située dans le département des Vosges, en région Grand Est.

## Géographie

### Géologie et relief
La commune se compose de 25,32 hectares de territoires artificialisés (2,87 %), 427,91 hectares de territoires agricoles (48,52 %) et 429,16 hectares de forêts et milieux semi-naturels (48,66 %).
Espaces naturels :
- Deux zones naturelles d'intérêt écologique, faunistique et floristique (Znieff) :

Massif vosgien,
Ruisseaux Le Barba, La Hutte, Les Spaxe et affluents au nord et ouest du Tholy.

### Hydrographie et les eaux souterraines
Hydrogéologie et climatologie : Système d’information pour la gestion des eaux souterraines du bassin Rhin-Meuse :
Territoire communal : Occupation du sol (Corinne Land Cover); Cours d'eau (BD Carthage),
Géologie : Carte géologique; Coupes géologiques et techniques,
 Hydrogéologie : Masses d'eau souterraine; BD Lisa; Cartes piézométriques.
La commune est située dans le bassin versant du Rhin au sein du bassin Rhin-Meuse. Elle est drainée par la Vologne, le ruisseau de Bouze, le ruisseau de Malenru et le ruisseau le Joinrupt,.
La Vologne prend sa source à plus de 1 240 mètres d'altitude, sur le domaine du jardin d'altitude du Haut-Chitelet, entre le Hohneck et le col de la Schlucht, et se jette dans la Moselle à Jarménil, à 358 m d'altitude.

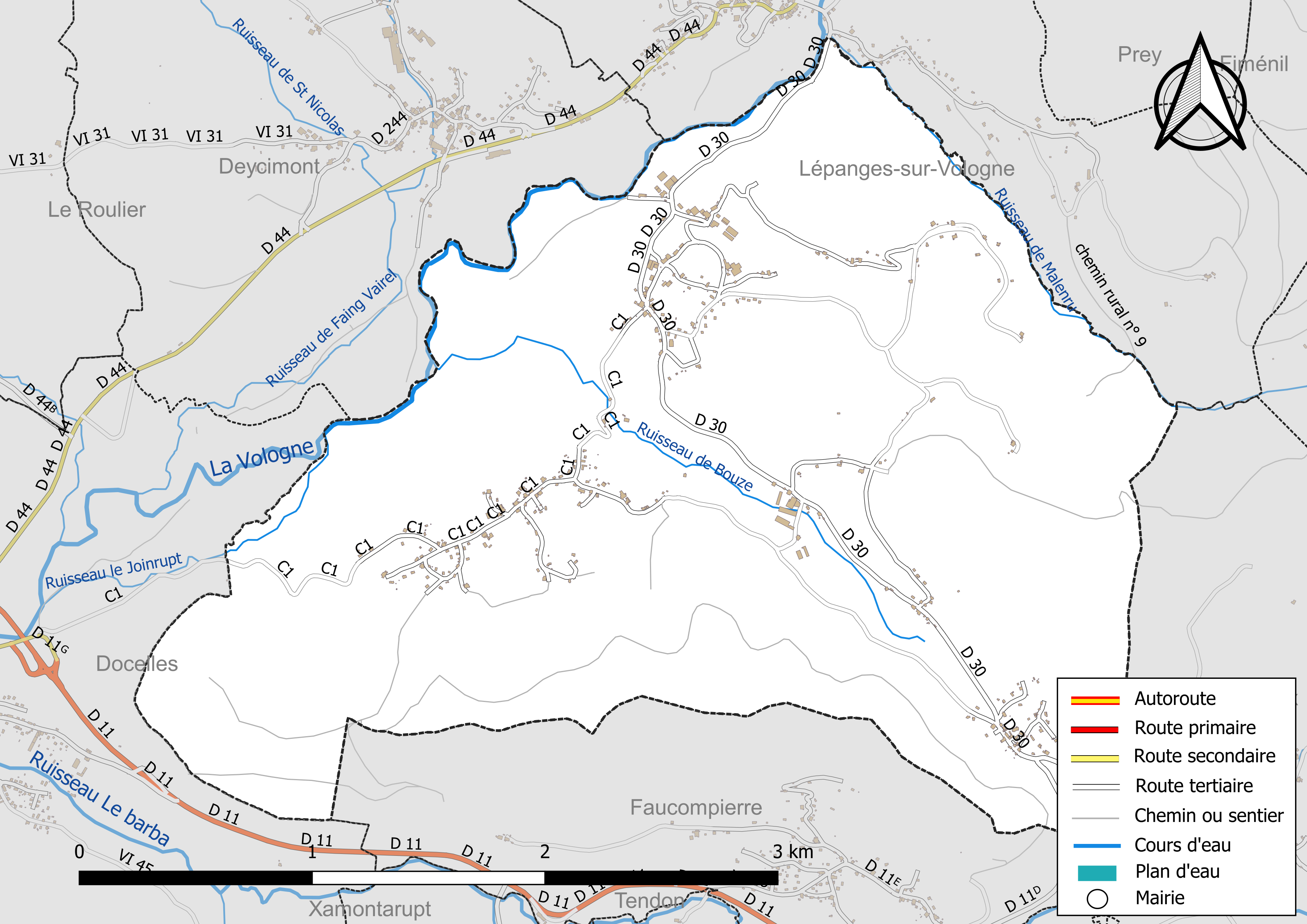
Réseaux hydrographique et routier de la Neuveville-devant-Lépanges.

La qualité des eaux de baignade et des cours d’eau peut être consultée sur un site dédié géré par les agences de l’eau et l’Agence française pour la biodiversité.

### Communes limitrophes
| Deycimont | Lépanges-sur-Vologne          |                  |
|           | La Neuveville-devant-Lépanges | Laveline-du-Houx |
| Docelles  | Faucompierre                  |                  |

### Climat
Pour des articles plus généraux, voir Climat du Grand Est et Climat des Vosges.
En 2010, le climat de la commune est de type climat de montagne, selon une étude du Centre national de la recherche scientifique s'appuyant sur une série de données couvrant la période 1971-2000. En 2020, Météo-France publie une typologie des climats de la France métropolitaine dans laquelle la commune est exposée à un climat semi-continental et est dans la région climatique  Vosges, caractérisée par une pluviométrie très élevée (1 500 à 2 000 mm/an) en toutes saisons et un hiver rude (moins de 1 °C). 
Pour la période 1971-2000, la température annuelle moyenne est de 9,3 °C, avec une amplitude thermique annuelle de 17 °C. Le cumul annuel moyen de précipitations est de 1 271 mm, avec 13,6 jours de précipitations en janvier et 10,9 jours en juillet. Pour la période 1991-2020, la température moyenne annuelle observée sur la station météorologique de Météo-France la plus proche, « Le Roulier_sapc », sur la commune du Roulier à 3 km à vol d'oiseau, est de 10,2 °C et le cumul annuel moyen de précipitations est de 1 000,2 mm. 
La température maximale relevée sur cette station est de 38,1 °C, atteinte le 25 juillet 2019 ; la température minimale est de −18,3 °C, atteinte le 20 décembre 2009,,. 
Les paramètres climatiques de la commune ont été estimés pour le milieu du siècle (2041-2070) selon différents scénarios d'émission de gaz à effet de serre à partir des nouvelles projections climatiques de référence DRIAS-2020. Ils sont consultables sur un site dédié publié par Météo-France en novembre 2022.

## Urbanisme

### Typologie
Au 1er janvier 2024, La Neuveville-devant-Lépanges est catégorisée commune rurale à habitat dispersé, selon la nouvelle grille communale de densité à sept niveaux définie par l'Insee en 2022.
Elle est située hors unité urbaine. Par ailleurs la commune fait partie de l'aire d'attraction d'Épinal, dont elle est une commune de la couronne,. Cette aire, qui regroupe 118 communes, est catégorisée dans les aires de 50 000 à moins de 200 000 habitants,.

### Occupation des sols
L'occupation des sols de la commune, telle qu'elle ressort de la base de données européenne d’occupation biophysique des sols Corine Land Cover (CLC), est marquée par l'importance des forêts et milieux semi-naturels (49 % en 2018), une proportion identique à celle de 1990 (49 %). La répartition détaillée en 2018 est la suivante : 
forêts (49 %), prairies (31,8 %), zones agricoles hétérogènes (12,6 %), terres arables (3,7 %), zones urbanisées (2,8 %). L'évolution de l’occupation des sols de la commune et de ses infrastructures peut être observée sur les différentes représentations cartographiques du territoire : la carte de Cassini (XVIIIe siècle), la carte d'état-major (1820-1866) et les cartes ou photos aériennes de l'IGN pour la période actuelle (1950 à aujourd'hui).

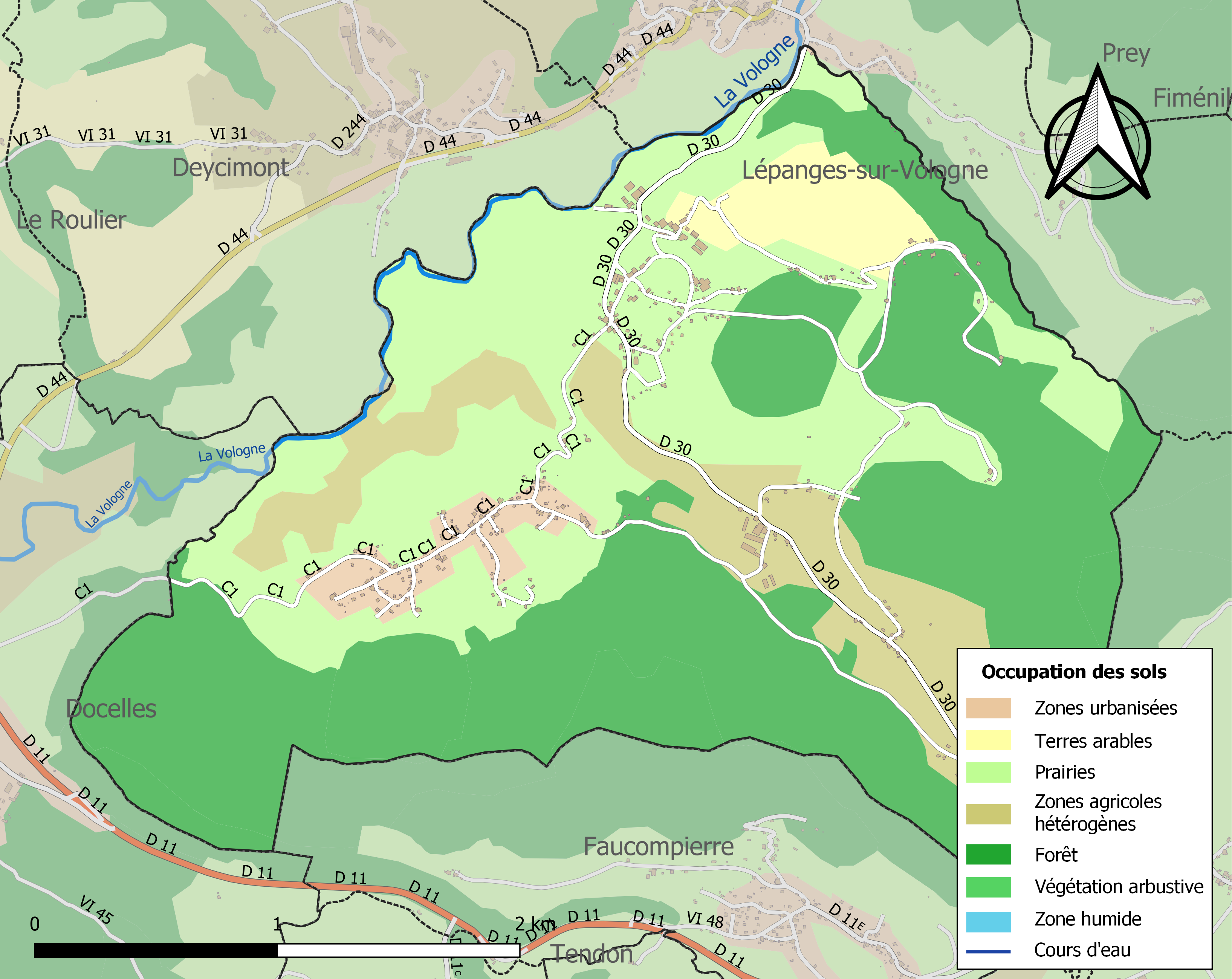
Carte des infrastructures et de l'occupation des sols de la commune en 2018 (CLC).

## Toponymie
Le nom de la localité est attesté sous les formes ? Lai Nueveville, Nuefville (1309) ; La Nuefville de costé Gremontmaingnil (1436) ; La Neufville (1594) ; Mairie de la Neufville (1628) ; La Neuville (1656) ; Neuville (1711) ; La Neuve-Ville (1751) ; La Néville (1753) ; Laneuville et Grémoménil (an VI) ; La Neuveville-et-Grémoménil (1821) ; La Neuveville (1876) ; La Neuveville-devant-Bruyères (1881).

La commune a changé de nom en 1907, elle se nommait auparavant La Neuveville-devant-Bruyères.
Le toponyme signifie « nouveau village » : il est caractéristique de l'implantation d'un « nouveau domaine » au Moyen Âge.
La Neuveville-devant-Lépanges est au Sud de Lépanges-sur-Vologne.

## Histoire
La commune absorbe celle de Grémoménil à la fin du XVIIIe siècle.

### La Neuveville
Le nom du village, Lai Nueveville, est attesté dès 1309. La Neuveville-devant-Lépanges dépendait directement des ducs de Lorraine. Au spirituel, la commune dépendait de l’église de Saint-Jean-du-Marché qui dépendait de Jussarupt, annexe de Champ-le-Duc.
De 1790 à l'an IX, La Neuveville-devant-Lépange a fait partie du canton de Docelles. Par décret du 30 octobre 1907, la commune - qui s’est appelée successivement La Neuveville-et-Grémoménil, La Neuveville et La Neuveville-devant-Bruyères - prend son nom actuel.
Le 1er  janvier 1973, Le Boulay et Saint-Jean-du-Marché fusionnent avec La Neuveville-devant-Lépanges.

### Le Boulay
Le nom du village Au Boulay est attesté dès 1456. Le Boulay faisait partie du bailliage de Bruyères. Au spirituel, la commune dépendait de la paroisse de Docelles.
De 1790 à l’an IX, Le Boulay faisait aussi partie du district de Bruyères, canton de Docelles.

### Saint-Jean-du-Marché
Le nom du village, Merchel desouz Faucompierre, est attesté dès 1284. Le nom de ce village vient de la foire considérable qui s’y tenait :Saint-Jean-du-Marché qui dépendait de la seigneurie de Faucompierre. Au spirituel, la commune dépendait de l’église de Jussarupt, elle-même annexe de Champ.
De 1790 à l’an IX, Saint-Jean-du-Marché fit également partie du district de Bruyères, canton de Docelles.

## Lieux et monuments

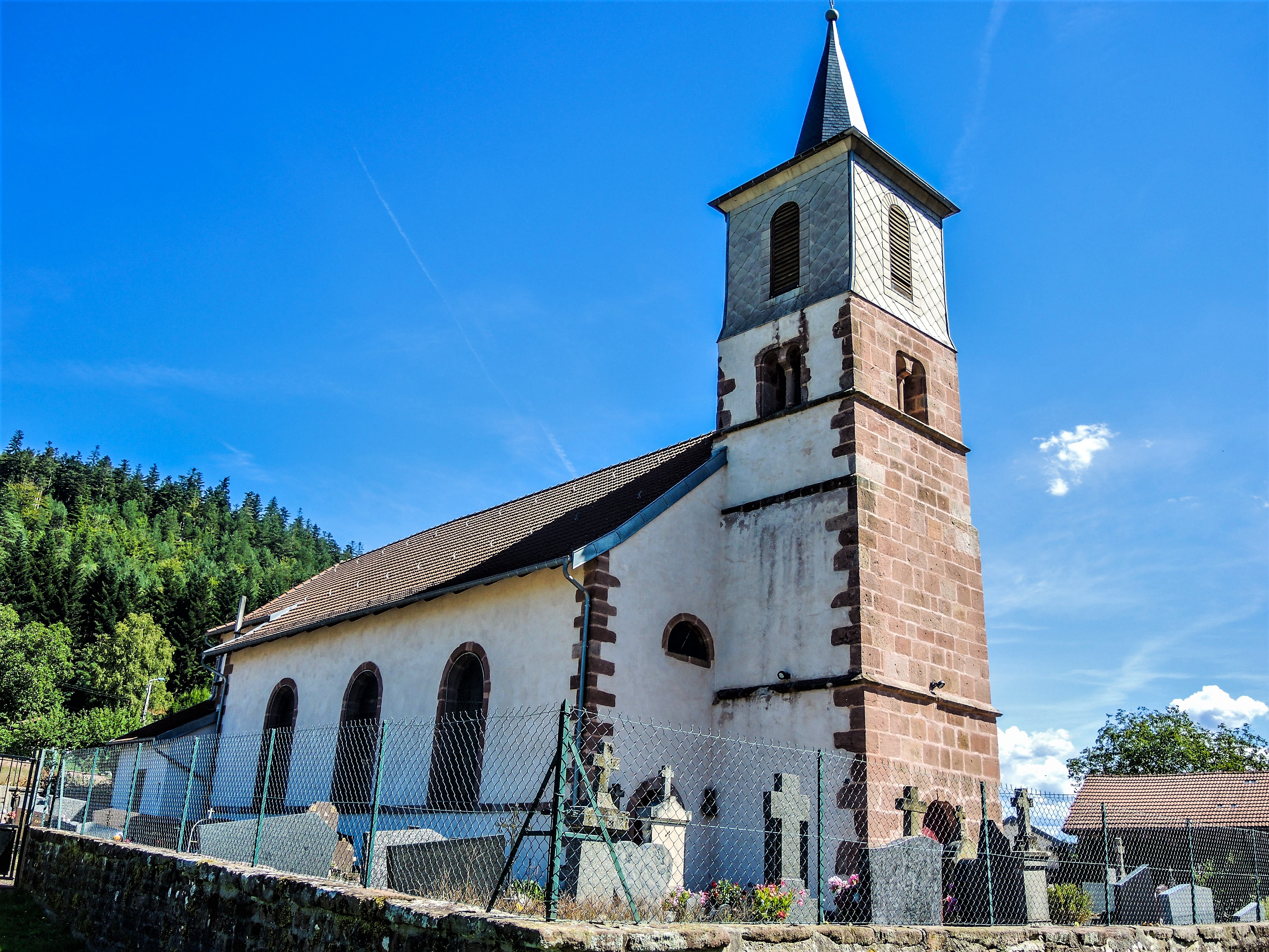
L'église de Saint-Jean-du-Marché.
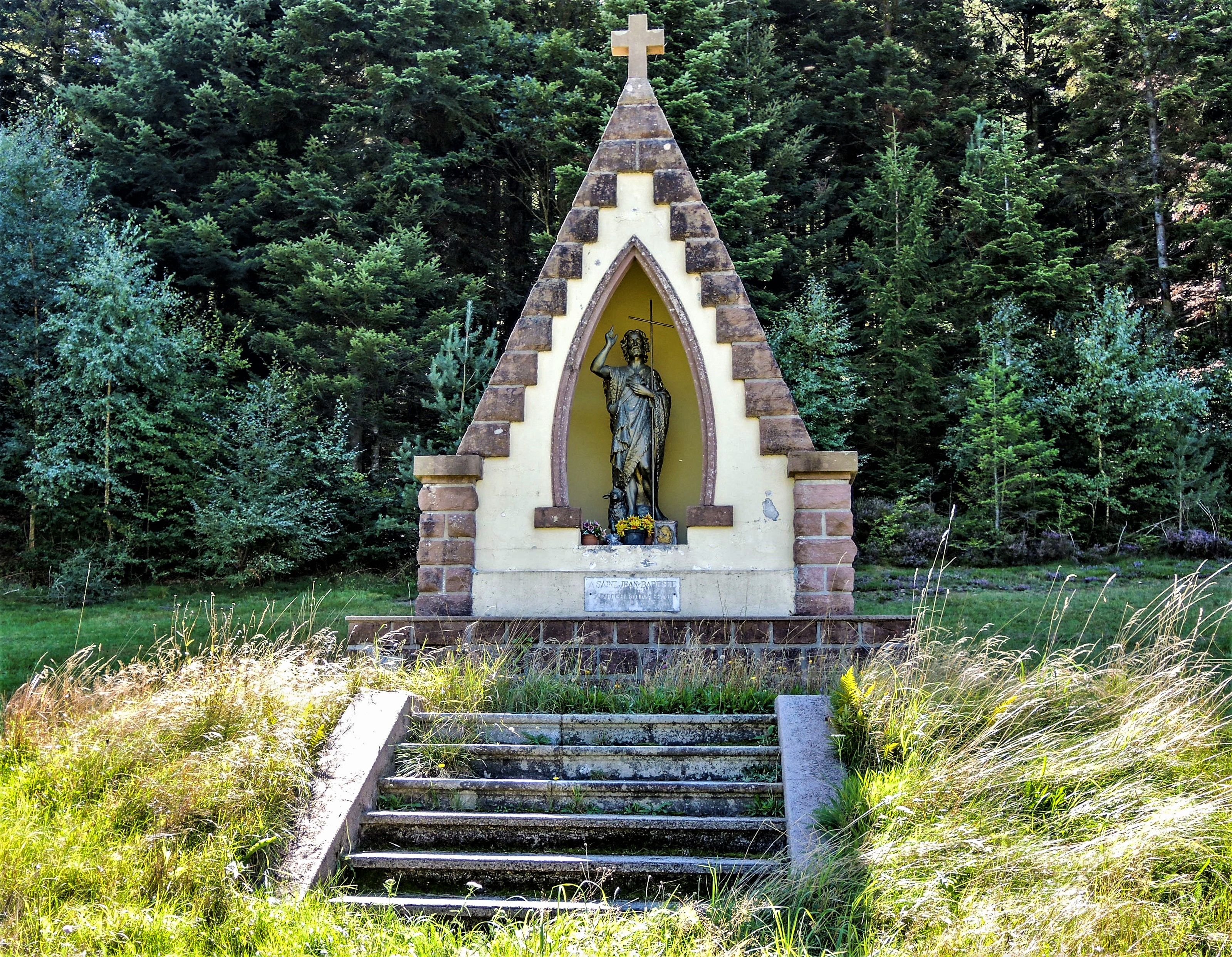
Oratoire à Saint-Jean-du-Marché.
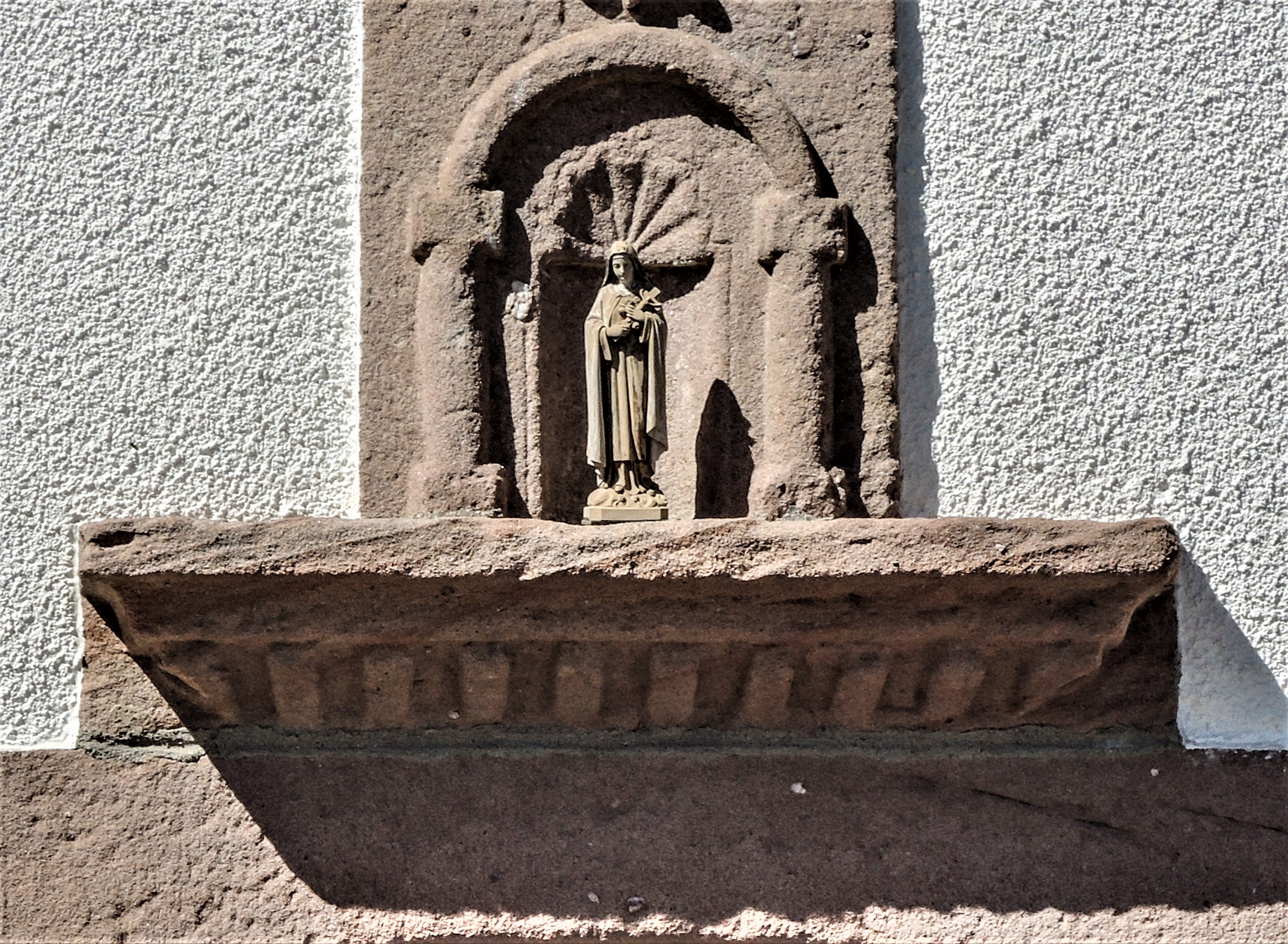
Linteau de porte ouvragé, à Saint-Jean-du-Marché.
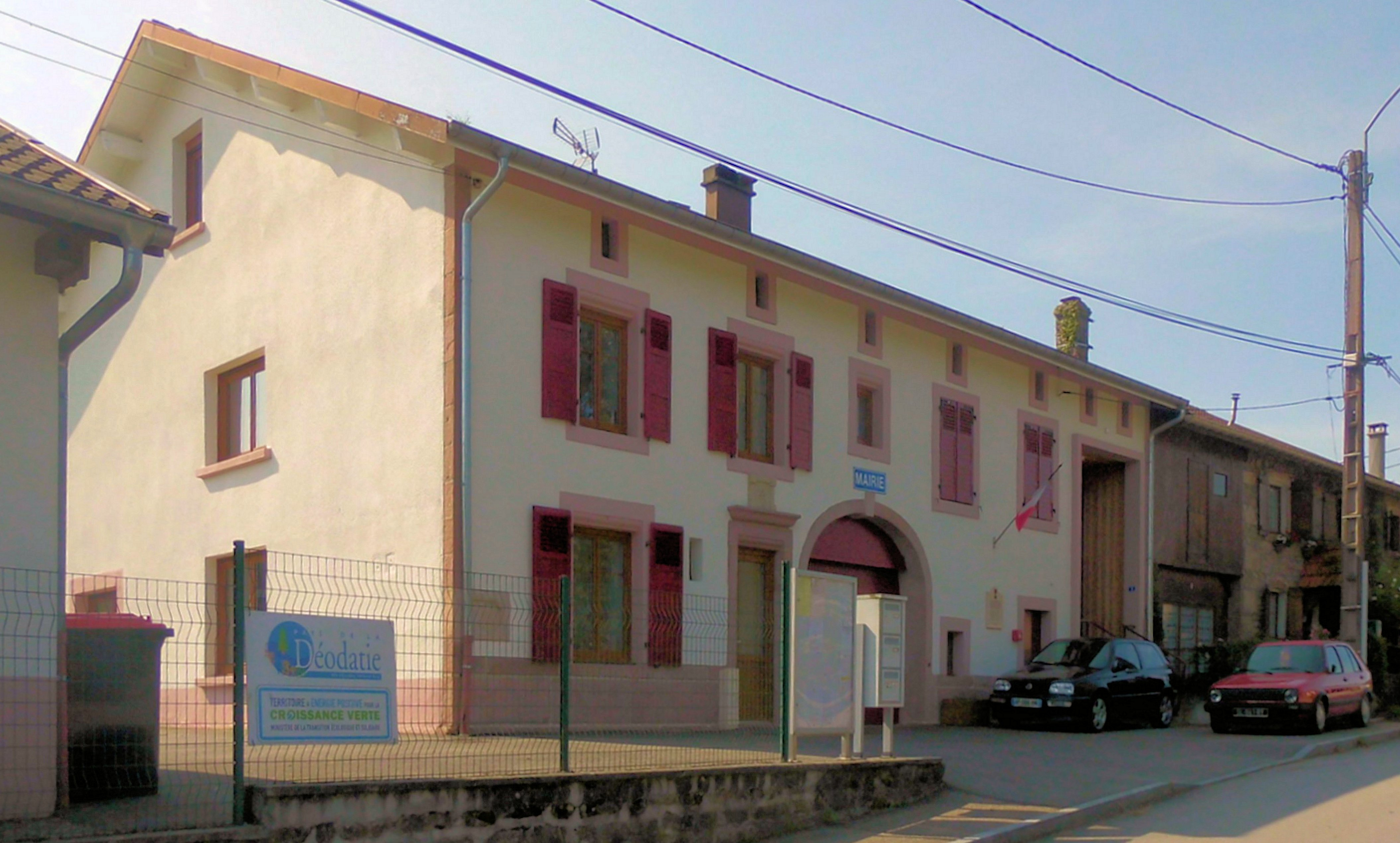
L'ancienne mairie de Boulay.

- L'église de Saint-Jean-du-Marché[21].
- Le château ruiné de Saint-Jean-du-Marché[22],[23].
- Stèle Gremillet[24].
- Stèle Robert[25].
- Oratoire Saint-Jean-Baptiste[26],[27].
- Croix :

Croix Les Tièdes,
Croix de Grémonménil,
Croix  1, Grande Rue,
Croix 8, Grande Rue,
Croix 11, Grande Rue,
Croix La Gêne,
- Féculerie hydraulique[34],[35],[36].
- Monument commémoratif 1914-1918[37],[38].

## Politique et administration

### Fusion des trois communes
Le 1er janvier 1973, par arrêté préfectoral du 21 décembre 1972, Le Boulay (88067) et Saint-Jean-du-Marché (88420) s'associent avec La Neuveville-devant-Lépanges.
Dans les années 1960, Pierre Boulay était maire du Boulay.

### Découpage territorial
Par arrêté préfectoral du 15 septembre 2023, la commune est retirée le 1er janvier 2024 de l'arrondissement d'Épinal et rattachée à l'arrondissement de Saint-Dié-des-Vosges.

### Liste des maires
| Période                                  | Période                    | Identité               | Étiquette | Qualité     |
| ---------------------------------------- | -------------------------- | ---------------------- | --------- | ----------- |
| Les données manquantes sont à compléter. |                            |                        |           |             |
| mars 1983                                | mars 2001                  | Jean Rivat (1924-2021) |           | Cultivateur |
| mars 2001                                | mars 2008                  | Marc Rivat             |           |             |
| 2008                                     | 2020                       | Marie-Noëlle Robert    |           |             |
| 18 mai 2020                              | En cours (au 22 mars 2025) | Damien Adam            |           | [ 41 ]      |

### Budget et fiscalité 2023

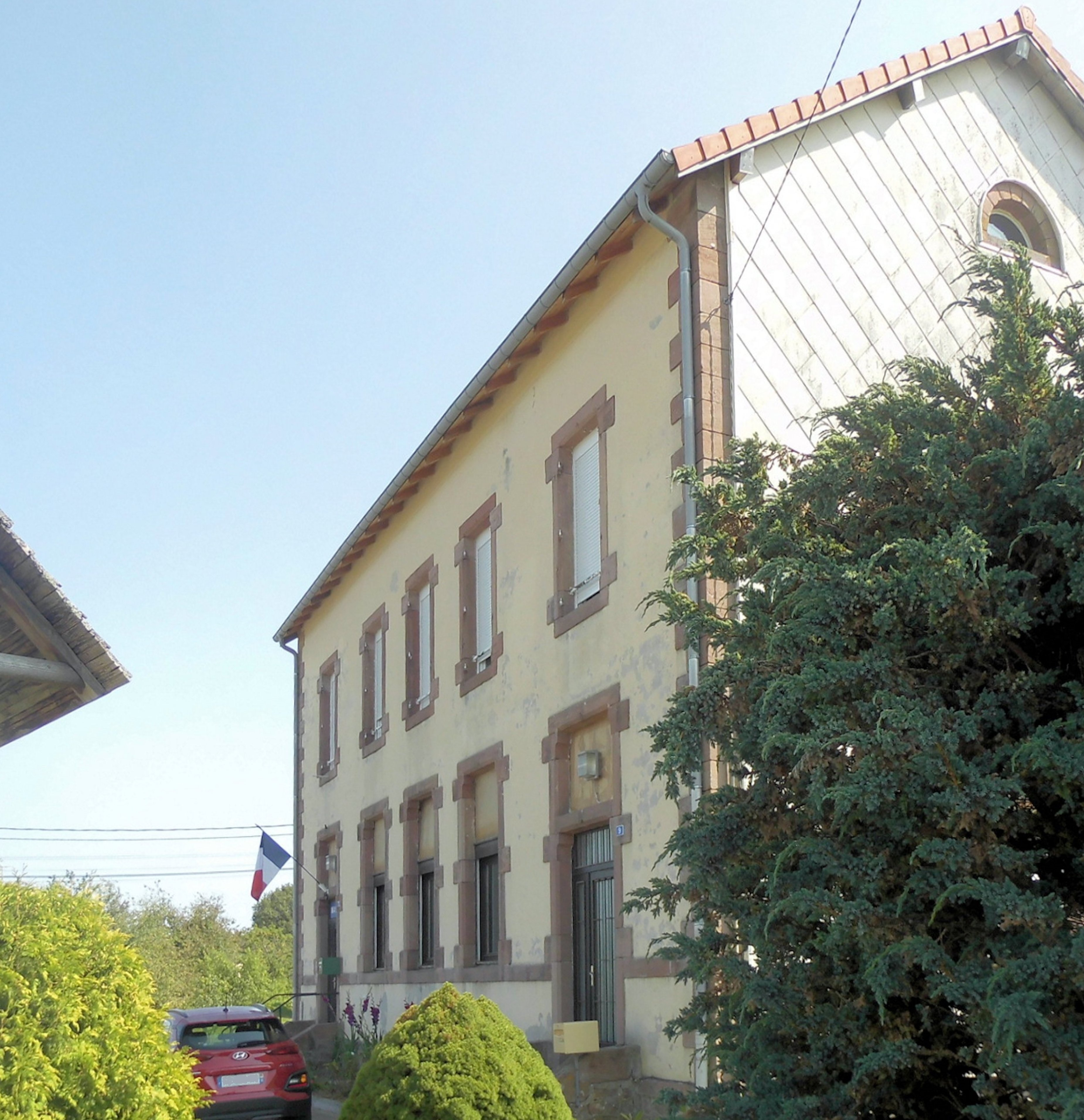
La mairie-école.

En 2023, le budget de la commune était constitué ainsi :
- total des produits de fonctionnement : 351 000 €, soit 710 € par habitant ;
- total des charges de fonctionnement : 335 000 €, soit 642 € par habitant ;
- total des ressources d'investissement : 125 000 €, soit 240 € par habitant ;
- total des emplois d'investissement : 134 000 €, soit 256 € par habitant ;
- endettement : 93 000 €, soit 179 € par habitant.

Avec les taux de fiscalité suivants :
- taxe d'habitation : 17,98 % ;
- taxe foncière sur les propriétés bâties : 36,39 % ;
- taxe foncière sur les propriétés non bâties : 22,36 % ;
- taxe additionnelle à la taxe foncière sur les propriétés non bâties : 0,00 % ;
- cotisation foncière des entreprises : 0,00 %.

Chiffres clés Revenus et pauvreté des ménages en 2021 : médiane en 2021 du revenu disponible, par unité de consommation : 23 090 €.

## Économie

### Entreprises et commerces

#### Agriculture
- Élevage de vaches laitières.
- Élevage d'autres bovins et de buffles.
- Élevage de volailles.
- Élevage de chevaux et d'autres équidés.
- Sylviculture et autres activités forestières.

#### Tourisme
- Hébergements et restauration à Tendon, Docelles, Laveline-du-Houx, Champ-le-Duc, Le Tholy.

#### Commerces
- Commerces et services de proximité[44].

## Population et société

### Démographie

#### Évolution démographique
| 1962                                                             | 1968      | 1975 | 1982 | 1990 | 1999 | 2006 | 2010 |
| ---------------------------------------------------------------- | --------- | ---- | ---- | ---- | ---- | ---- | ---- |
| 383 (152)                                                        | 364 (138) | 310  | 320  | 360  | 357  | 423  | 459  |
| Nombre retenu à partir de 1962 : Population sans doubles comptes |           |      |      |      |      |      |      |

Le tableau ci-dessus tient compte de la fusion. Les populations entre parenthèses correspondent à l'ancienne commune seule.

L'évolution du nombre d'habitants est connue à travers les recensements de la population effectués dans la commune depuis 1793. Pour les communes de moins de 10 000 habitants, une enquête de recensement portant sur toute la population est réalisée tous les cinq ans, les populations de référence des années intermédiaires étant quant à elles estimées par interpolation ou extrapolation. Pour la commune, le premier recensement exhaustif entrant dans le cadre du nouveau dispositif a été réalisé en 2008.

En 2022, la commune comptait 502 habitants, en stagnation par rapport à 2016 (Vosges : −2,96 %, France hors Mayotte : +2,11 %).
| 1793 | 1800 | 1806 | 1821 | 1831 | 1836 | 1841 | 1846 | 1856 |
| ---- | ---- | ---- | ---- | ---- | ---- | ---- | ---- | ---- |
| 93   | 177  | 183  | 235  | 113  | 226  | 240  | 258  | 261  |

| 1861 | 1866 | 1876 | 1881 | 1886 | 1891 | 1896 | 1901 | 1906 |
| ---- | ---- | ---- | ---- | ---- | ---- | ---- | ---- | ---- |
| 271  | 237  | 226  | 231  | 209  | 214  | 211  | 191  | 197  |

| 1911 | 1921 | 1926 | 1931 | 1936 | 1946 | 1954 | 1962 | 1968 |
| ---- | ---- | ---- | ---- | ---- | ---- | ---- | ---- | ---- |
| 185  | 188  | 181  | 172  | 181  | 183  | 183  | 152  | 138  |

| 1975 | 1982 | 1990 | 1999 | 2006 | 2008 | 2013 | 2018 | 2022 |
| ---- | ---- | ---- | ---- | ---- | ---- | ---- | ---- | ---- |
| 310  | 320  | 360  | 357  | 423  | 442  | 495  | 497  | 502  |

### Enseignement
Établissements d'enseignements :
- Écoles maternelles et primaires à La Neuveville-devant-Lépanges, Lépanges-sur-Vologne, Docelles, Tendon, Le Roulier, Faucompierre, Deycimont.
- Collèges à Bruyères, Éloyes, Le Tholy, Corcieux.
- Lycées à Bruyères, La Baffe, Épinal, Remiremont.

### Santé
Professionnels et établissements de santé :
- Médecins à Docelles, Bruyères, Laveline-devant-Bruyères, Éloyes, Grandvillers, Granges-sur-Vologne.
- Pharmacies à Docelles, Bruyères, Éloyes, Granges-sur-Vologne, Pouxeux.
- Hôpitaux à Bruyères, Épinal, Golbey.
- Centre hospitalier Beatrix de Lorraine à Remiremont.

### Cultes
- Culte catholique, Paroisse Saint-Antoine-en-Vologne[51], Diocèse de Saint-Dié.